# Удалрих I фон Шайерн
Удалрих I фон Шайерн (Улрих) (на немски: Udalrich I von Scheyern; Ulrich; † 1130) от фамилията на графете на Шайерн от фамилията Вителсбахи, е граф на Шайерн, от 1123 г. до смъртта си фогт на Фрайзинг и Вайенщефан и 1114 г. каноник на катедралата на Фрайзинг.

## Живот
Син е на граф Екехардт I фон Шайерн († 1091), фогт на Фрайзинг и Вайенщефан, и съпругата му Рихгарда от Крайна-Орламюнде, най-възрастната дъщеря дъщеря на маркграф Улрих/Удалрих I от Крайна и София Унгарска, дъщеря на унгарския крал Бела I. Брат е на Ото V († 1156), от 1116 г. пфалцграф на Бавария, и на Екехард II († сл. 1135), от 1116 г. фогт на Еберсберг, става монах.
За Удалрих I (Улрих) няма сведения дали е женен и дали има деца.